# Mutěnice (district de Hodonín)
Pour les articles homonymes, voir Mutěnice.
Mutěnice (en allemand : Mutienitz) est une commune du district de Hodonín, dans la région de Moravie-du-Sud, en République tchèque. Sa population s'élevait à 3 770 habitants en 2024.

## Géographie
Mutěnice se trouve à 10 km au nord-ouest de Hodonín, à 45 km au sud-est de Brno et à 229 km à l'est-sud-est de Prague.
La commune est limitée par Čejč et Hovorany au nord, par Dubňany et Hodonín à l'est, par Dolní Bojanovice et Starý Poddvorov au sud, et par Karlín au sud-ouest, et par Čejkovice à l'ouest.

## Histoire
La première mention écrite du village date de 1349.

## Galerie

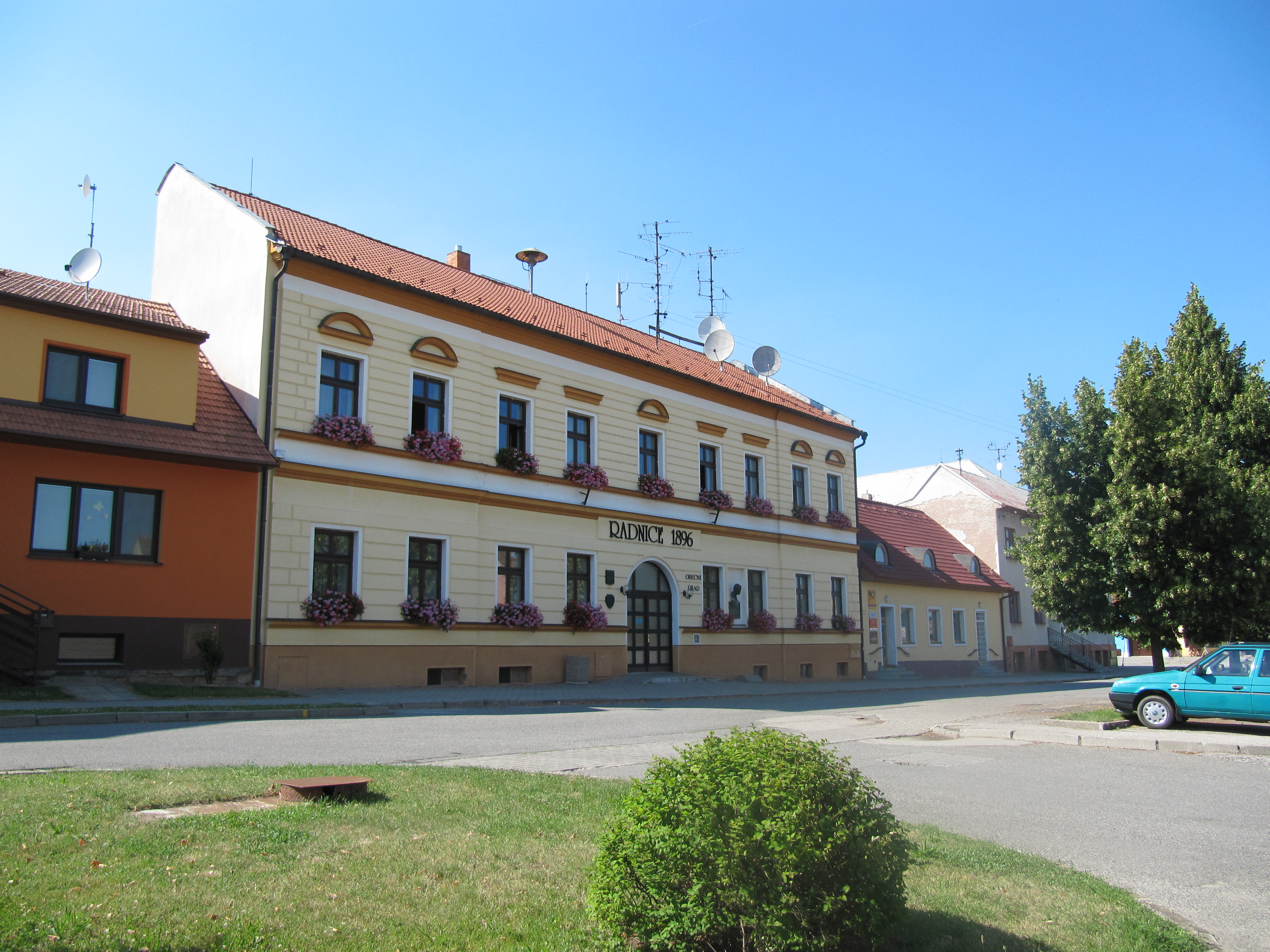
Mutěnice : hôtel de ville.
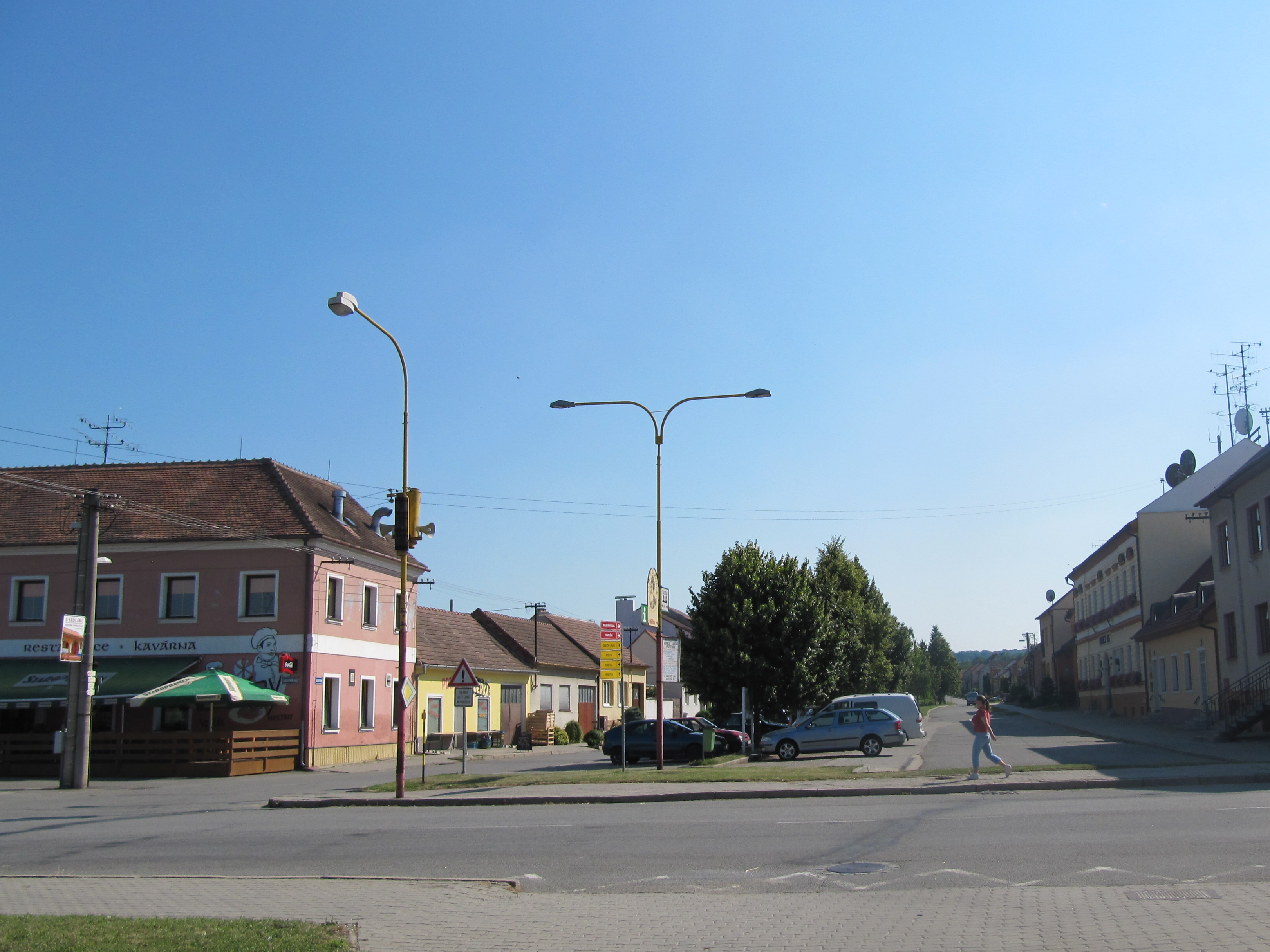
Centre de Mutěnice.

## Transports
Par la route, Mutěnice se trouve à 11,5 km de Hodonín, à 53,5 km de Brno et à 257 km de Prague.